# Santa Cruz de la Sierra (Spanyolország)
Santa Cruz de la Sierra település Spanyolországban, Cáceres tartományban. Santa Cruz de la Sierra Abertura, Puerto de Santa Cruz, Ibahernando, Trujillo, Herguijuela és Conquista de la Sierra községekkel határos. Lakosainak száma 322 fő (2024).
Itt született 1518-ban Ñuflo de Chaves spanyol felfedező és hadvezér, aki 1561-ben megalapította az azonos nevű várost a mai Bolívia keleti síkságán.

## Népesség
A település népessége az elmúlt években az alábbi módon változott:
| Lakosok száma | 358  | 323  | 296  | 270  | 278  | 337  | 326  | 327  | 324  | 322  |
|               | 2001 | 2004 | 2006 | 2009 | 2011 | 2014 | 2016 | 2019 | 2021 | 2024 |